# Bischofsresidenz
Als Bischofsresidenz bezeichnet man den Wohnsitz eines römisch-katholischen Diözesanbischofs. Das Ordinariat, die Diözesanverwaltung einschließlich des Büros und Sekretariats des Amtsinhabers, ist manchmal, aber nicht notwendig ebenfalls dort untergebracht. Zu unterscheiden ist sie von der „Kathedra“, dem „bischöflichen Stuhl“ als Bezeichnung des Bischofsamtes, sowie von dem „Bischofssitz“, bei dem es sich um die Stadt handelt, in der die Kathedrale des Bistums steht und von der aus das Bistum meist auch verwaltet wird. Auch nicht römisch-katholische Bischöfe wie etwa der Erzbischof von Canterbury mit dem Lambeth Palace bewohnen Bischofsresidenzen.

## Entwicklung

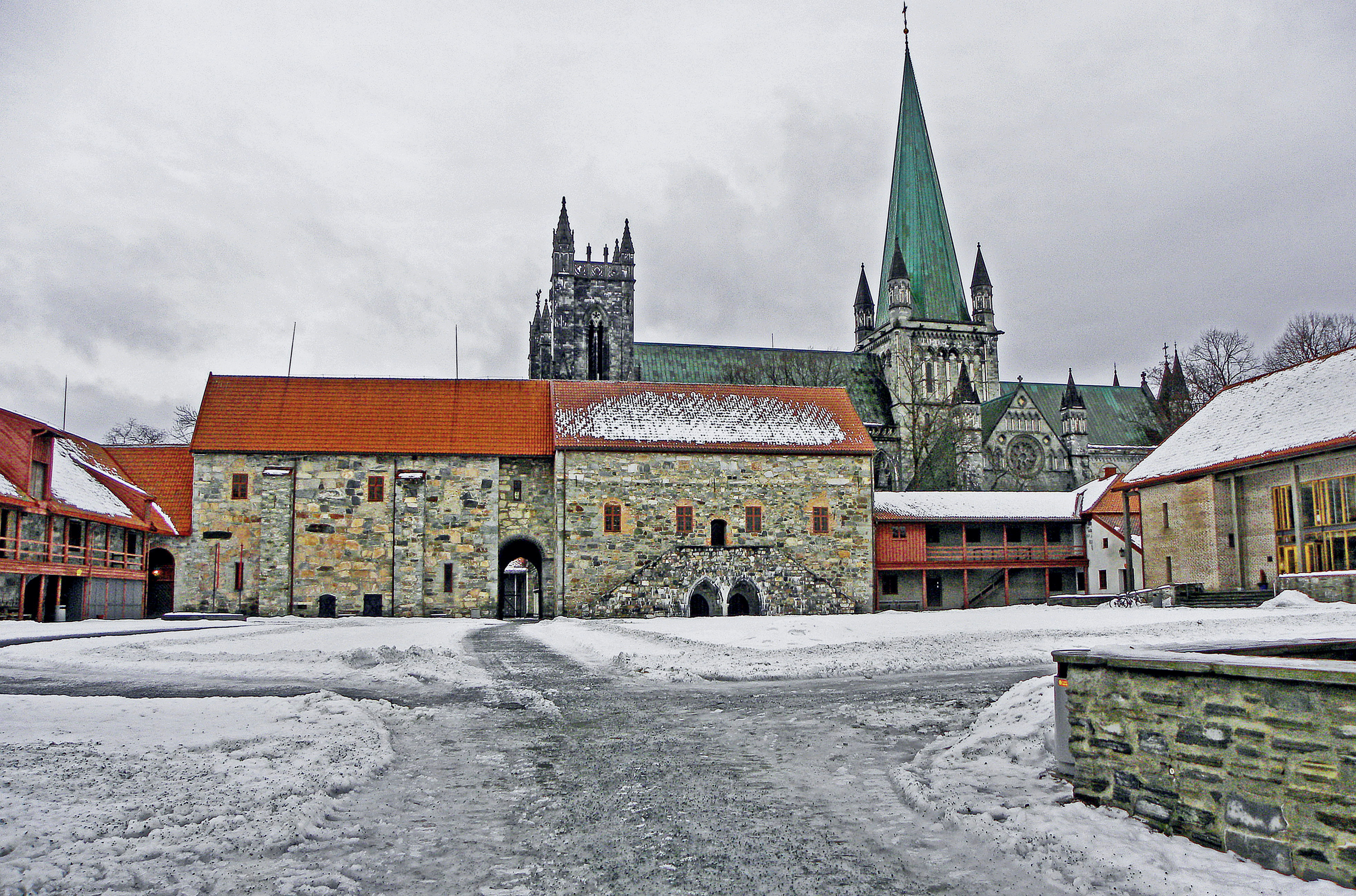
Erzbischöflicher Hof Trondheim aus dem 13. Jahrhundert

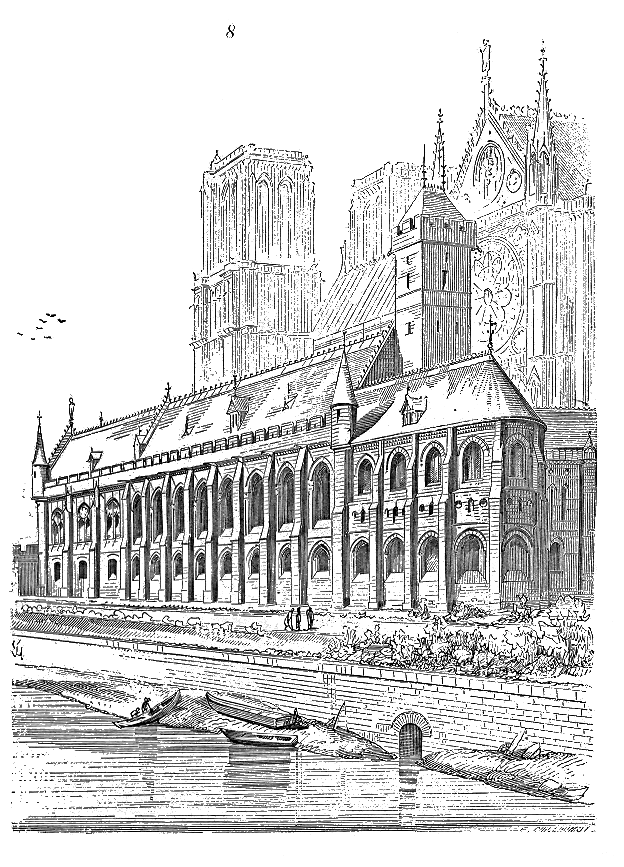
Erzbischöfliches Palais neben der Kathedrale Notre-Dame de Paris im Mittelalter (ab ca. 1165 bis zur Zerstörung 1831)

Im Mittelalter wohnten die Bischöfe meist im „Bischofshof“ neben ihrer Kathedrale – im Heiligen Römischen Reich ursprünglich auch Bischofspfalz genannt, da die Bischöfe als Territorialherren ihrer Hochstifte den reisenden römisch-deutschen Königen, den Lehnsherren ihrer Zepterlehen, gegenüber in „Gastungspflicht“ standen. Die Bischofsresidenzen des Alten Reiches verfügten daher stets auch über ein Quartier für den König (oder Kaiser), meist einen „Kaisersaal“ und in der Neuzeit oft auch über ein „Kaiserappartement“. Sie ähnelten ursprünglich auch architektonisch den Königspfalzen. Im norwegischen Trondheim hat sich ein solcher mittelalterlicher Bischofshof aus der Zeit um 1200 fast unverändert erhalten; er liegt neben der Krönungskathedrale der norwegischen Könige und ist bis heute Aufbewahrungsort der norwegischen Kronjuwelen. Ein mittelalterliches Bauwerk ist auch der ehemalige Palast der Erzbischöfe von Narbonne.
Frühe deutsche Bischofsresidenzen wie die Bischofspfalz Speyer wurden später meist durch Neubauten ersetzt. Kathedrale, Bischofsresidenz und die klosterähnliche Klausur der Domherren, in späterer Zeit auch ihre separaten Wohnhäuser, „Domkurien“ genannt, bildeten meist ein Ensemble, das auch „Domfreiheit“ genannt wurde, da innerhalb der im Spätmittelalter oft reichsfrei gewordenen Städte diese Bischofsresidenzen eine Exklave des meist die Stadt umgebenden bischöflichen Hochstifts mit eigenem Recht (Immunitätsbezirk) bildeten. Sofern die Bischofsresidenz mit einer starken Mauerbefestigung umgeben und nur durch Wehrtore zugänglich war, spricht man auch von einer „Domburg“; eine solche bildeten etwa der Domhof in Hildesheim, die Domburg in Münster oder die Domburg Paderborn.
In der Neuzeit wurden die Bischofshöfe meist zu „Bischöflichen Palais“ umgebaut oder durch solche ersetzt, je nach Epoche im Stil der Renaissance, des Barock, des Klassizismus oder Historismus (etwa der Bischofspalast von Astorga). Wenn der Diözesanbischof einer Erzdiözese vorsteht, wird seine Residenz „Erzbischöfliches Palais“ genannt. Die historischen Bischofsresidenzen gleichen oft den Schlössern von Fürsten, insbesondere wenn der Bischof oder Erzbischof – wie zumeist im Heiligen Römischen Reich bis 1803 – als Kirchenfürst zugleich Landesherr eines Hochstifts war und damit auch weltliche Regierungsgewalt innehatte und die Steuerhoheit ausübte; ein Beispiel ist die prachtvolle Würzburger Residenz. In Köln – wie auch an anderen Bischofssitzen – hatte die Bischofsstadt unter dem wachsenden politischen Einfluss ihrer Bürger sich der weltlichen Hoheit des Erzbischofs entzogen, sodass Köln zwar offizieller Bischofssitz blieb, die Bischofsresidenz aber 1567 in das Kurfürstliche Schloss in Bonn verlegt wurde.
Neben der eigentlichen Bischofsresidenz, die sich meist in der Nähe der Kathedrale befindet, verfügten die Bischöfe und Erzbischöfe seit dem Mittelalter zugleich über Burgen als befestigte Fluchtorte in Kriegszeiten, wie die Landesburg Lechenich (eine von sieben Landesburgen) der Kölner Erzbischöfe, die Burg Säben der Brixner Fürstbischöfe oder die Burg Ziesar der Bischöfe von Brandenburg. Ferner verfügten sie oft über eine größere Anzahl von Pflegschlössern zur Verwaltung von Teilterritorien, etwa das Hohe Schloss Füssen der Augsburger Fürstbischöfe. Später erbauten sie sich oft auch Sommerresidenzen wie das Schloss Seehof der Bamberger Fürstbischöfe, bisweilen ergänzt durch kleinere Lustschlösser, so etwa die Schlösser Augustusburg und Falkenlust der Kölner Erzbischöfe und Kurfürsten.
Heutige Bischöfe residieren im deutschen Sprachraum nur noch selten im selben Gebäude wie ihre mittelalterlichen Vorgänger, so etwa der Bischof von Chur im Bischöflichen Schloss Chur. Das Erzbischöfliche Palais in Wien ist zwar ein Barockbau, doch stand sein Vorgängerbau bereits 1276 am selben Ort. Vor allem die italienischen Erzbischöflichen Palais befinden sich sehr oft noch an der Stelle ihrer Vorgängerbauten, gehen im Kern auf sie zurück oder sind gar noch in ihrer mittelalterlichen Form erhalten (wie der Bischofspalast von Parma). Die Prachtbauten der geistlichen Reichsfürsten des Heiligen Römischen Reiches gingen jedoch nach der Säkularisierung der geistlichen Staaten um 1800 meist an die neuen Landesherren über, während die Bischofsresidenzen in bescheidenere geistliche Gebäude, etwa Domherrenkurien, oder ehemalige Adelspalais verlegt wurden. Heutige Bischöfe bewohnen teilweise auch Neubauten. Die Erzbischöfliche Residenz in Köln wurde 1957 bis 1958 von dem Kölner Architekten Hans Schumacher entworfen.  Moderne Bischofsresidenzen werden meist auch nicht mehr „Palais“ genannt, sondern „(Erz-)Bischöfliche Häuser“. Das Bischofshaus Essen entstand nach Gründung des Bistums Essen 1955–56. Das Bischofshaus Limburg auf dem Domberg wurde 2013 bezogen. Im Erzbistum Berlin wird seit 2018 der Neubau eines Erzbischofshauses neben der St.-Hedwigs-Kathedrale geplant und durchgeführt.

## Beispiele
(in der alphabetischen Reihenfolge der Bistümer)
Deutschland

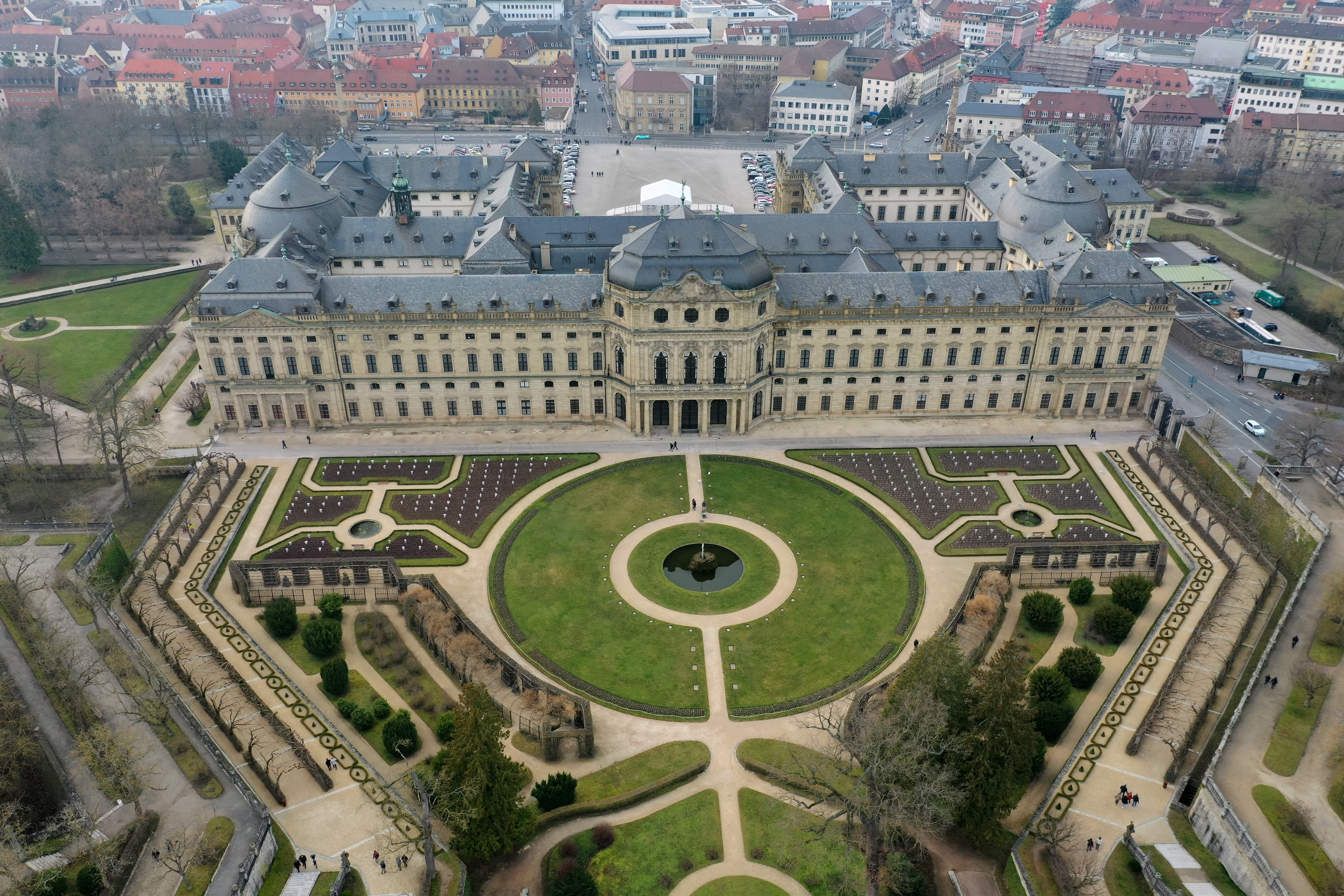
Würzburger Residenz, Sitz der Fürstbischöfe ab 1779

- Fürstbischöfliche Residenz Augsburg bis 1817, seither: Bischofshaus am Dom
- Alte Hofhaltung und Neue Residenz der Bamberger Fürstbischöfe, heute: Erzbischöfliches Palais am Unteren Kaulberg 2 (ehem. Palais Karl Philipp Heinrich von Bibra)
- Residenz Eichstätt, Sitz der Eichstätter Fürstbischöfe; heute: Bischöfliches Palais Eichstätt (ehemaliger Domherrenhof Schönborn)
- Fürstbischöfliche Residenz Freising, auf dem Domberg in Freising, Bischofssitz bis zur Säkularisation
- Ehemalige fürstbischöfliche Residenz Hildesheim (seit ca. 1050), heute Generalvikariat; seit 1829: Bischofshaus Domhof 25
- Erzbistum Köln: Kurfürstliches Schloss (Bonn) (1567–1794); weitere unter Residenzen Kölner Bischöfe
- Diözesanes Zentrum Sankt Nikolaus, Bischofsresidenz in Limburg an der Lahn
- Lübecker Bischofshof (1819 abgebrochen), Hauptresidenz seit 1350 das Eutiner Schloss
- Mainz: Bischofshof am Dom, ab 1480: Martinsburg, ab ca. 1755: Kurfürstliches Schloss (Mainz), Zweit-Residenz: Aschaffenburger Schloss, ab 1802: Bischöfliches Palais (Mainz) (zerstört 1942), heutiges Ordinariat: Johanniterkommende Zum Heiligen Grab (Mainz), Neubau des Bischofshauses am Bischofsplatz 1979
- Erzbischöfliches Palais München, ursprünglich Palais Holnstein
- Fürstbischöfliches Schloss Münster (heute Universität), seit 1825: Bischöfliches Palais (Münster)
- Schloss Iburg und Schloss Osnabrück, Residenzen des Hochstifts Osnabrück; heute: Bischöfliches Palais an der Großen Domsfreiheit
- Schloss Neuhaus, Residenz der Fürstbischöfe von Paderborn; heute: Erzbischöfliches Palais (Dalheimer Hof)
- Bischofshof, ehemalige Residenz des Bischofs von Regensburg
- Bischöfliches Palais in Rottenburg am Neckar (ehemaliges Jesuitenkolleg)
- Bischofspfalz Speyer, ab etwa 1740 Schloss Bruchsal als Residenz des Hochstifts Speyer; heute: Bischofspalast im ehemaligen Vikarienhof Speyer
- Residenz Passau, Alte und Neue Residenz, heute Landgericht bzw. Bischöfliches Ordinariat, heutige Residenz: Dompropstei am Domplatz
- Kurfürstliches Palais in Trier, Kurfürstliches Schloss (Koblenz), seit 1803: Bischofshof in der Trierer Liebfrauenstraße
- Bischofshof (Worms) (bis 1794) und Bischofshof Ladenburg, Residenzen der Wormser Fürstbischöfe (Diözese um 1800 aufgelöst)
- Würzburg: Festung Marienberg, ab 1779: Würzburger Residenz Sitz der Fürstbischöfe, seit 1817: Bischöfliches Palais (ehemals Kurie Conti)

Österreich
- Bischöfliches Palais Graz

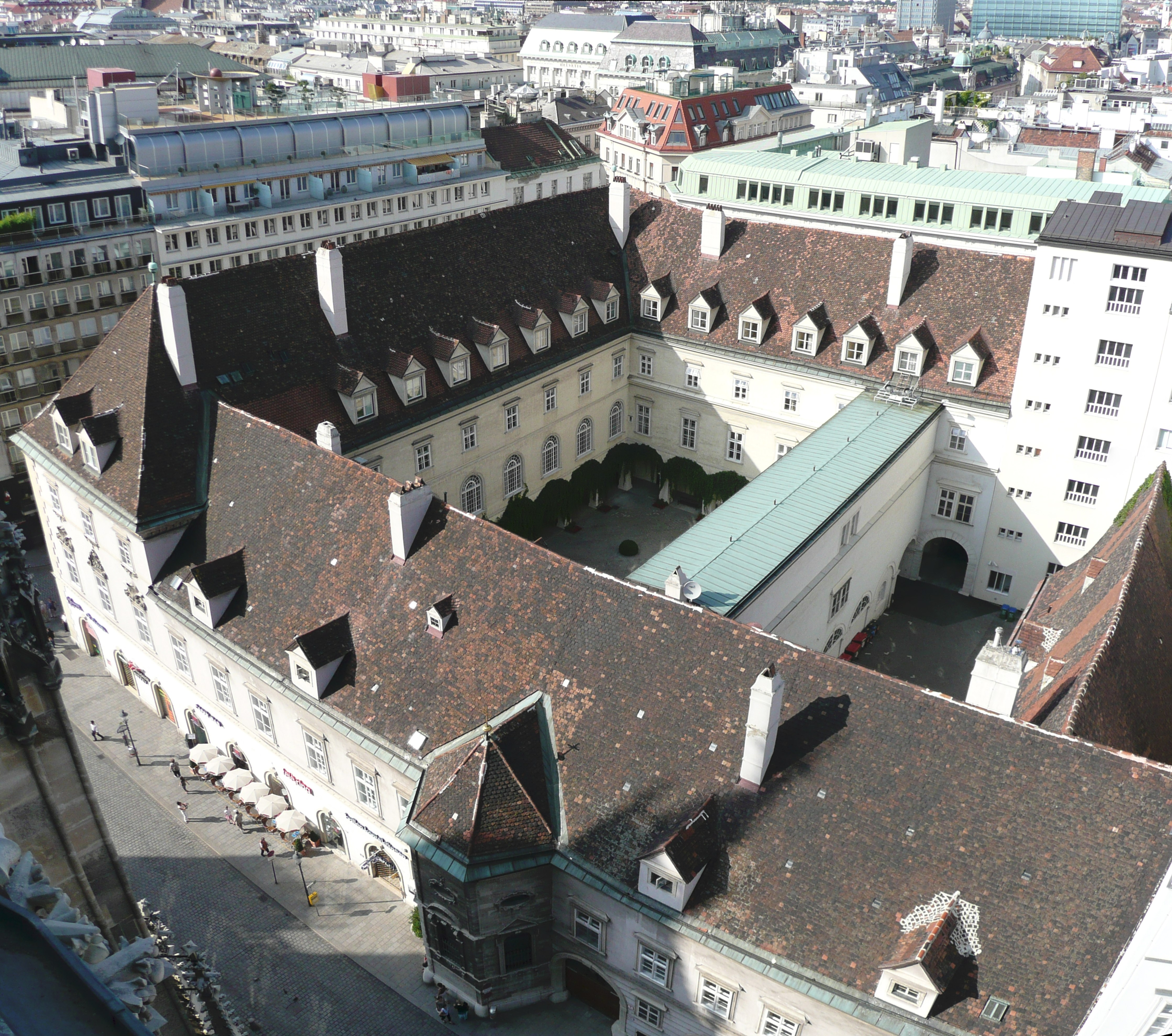
Blick vom Stephansdom auf das Erzbischöfliche Palais in Wien

- Gurk: Bischöfliche Residenz Klagenfurt (aktueller Sitz)
- Bischofshof (Linz) in Linz
- Salzburg:
  - historischer Sitz der Abtbischöfe im Mittelalter: Erzstift St. Peter
  - ehemaliger Sitz der Fürsterzbischöfe ab dem Barock: Salzburger Residenz (Alte Residenz), heute kulturelle Nutzung; Sommerresidenz: Schloss Hellbrunn (die Neue Residenz, Schloss Mirabell und Schloss Klessheim waren Gästehäuser und Lustschlösser)
  - heute, seit dem 19. Jahrhundert: Erzbischöfliches Palais (Kapitelplatz)
- Erzbischöfliches Palais Wien (aktueller Sitz)

Schweiz
- Bischöfliches Schloss Chur (aktueller Sitz)
- Basler Münsterpfalz, ab 1529: Schloss Pruntrut, Sitz der Fürstbischöfe von Basel, heutiger Sitz: Bischofshaus Solothurn
- Ehemalige Fürstabtei St. Gallen, heute Bischofssitz
- Bistum Sitten: seit 1840 Bischofshaus gegenüber der Kathedrale

Italien
- Brixner Hofburg
- Palazzo Arcivescovile in Crotone
- Palazzo Arcivescovile in Ferrara

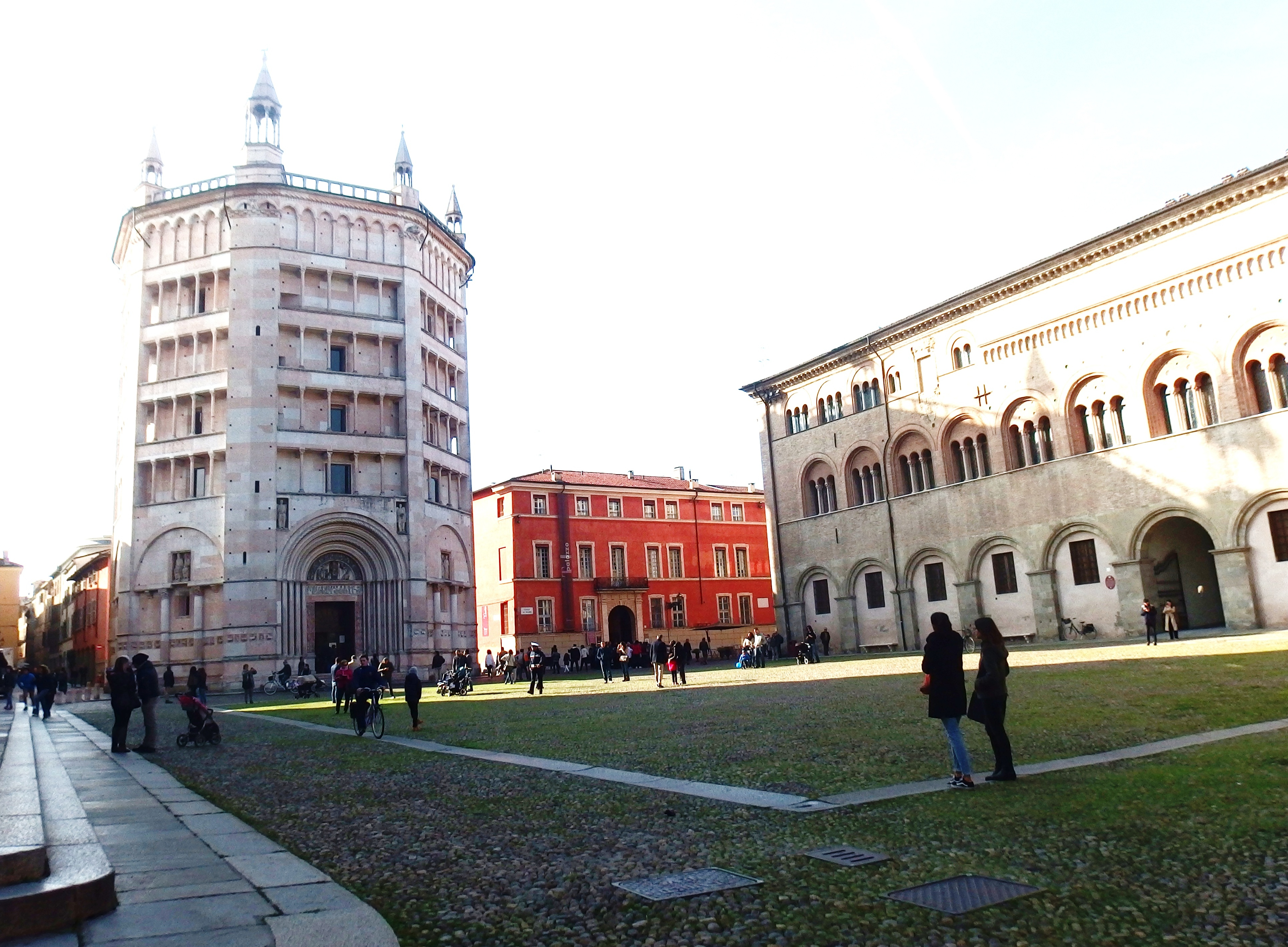
Parma: Baptisterium (um 1200) und Bischofspalast (1045–1172 erbaut)

- Lateran – Residenz des Bischofs von Rom
- Palazzo Arcivescovile in Lucca
- Palazzo Arcivescovile in Palermo
- Palazzo Arcivescovile in Tarent
- Palazzo Vescovile (Imola)
- Palazzo Vescovile (Parma)
- Palazzo Vescovile (Pistoia)
- Palazzo Pretorio (Trient)
- Palazzo Patriarcale (Udine)
- Palazzo del Vescovado (Verona)

Spanien
- Bischofspalast von Astorga
- Palacio Episcopal de Barcelona
- Palacio Episcopal de Córdoba
- Palacio Episcopal de Murcia
- Palacio arzobispal de Sevilla
- Palacio arzobispal de Toledo

Frankreich
- Albi: Palais de la Berbie

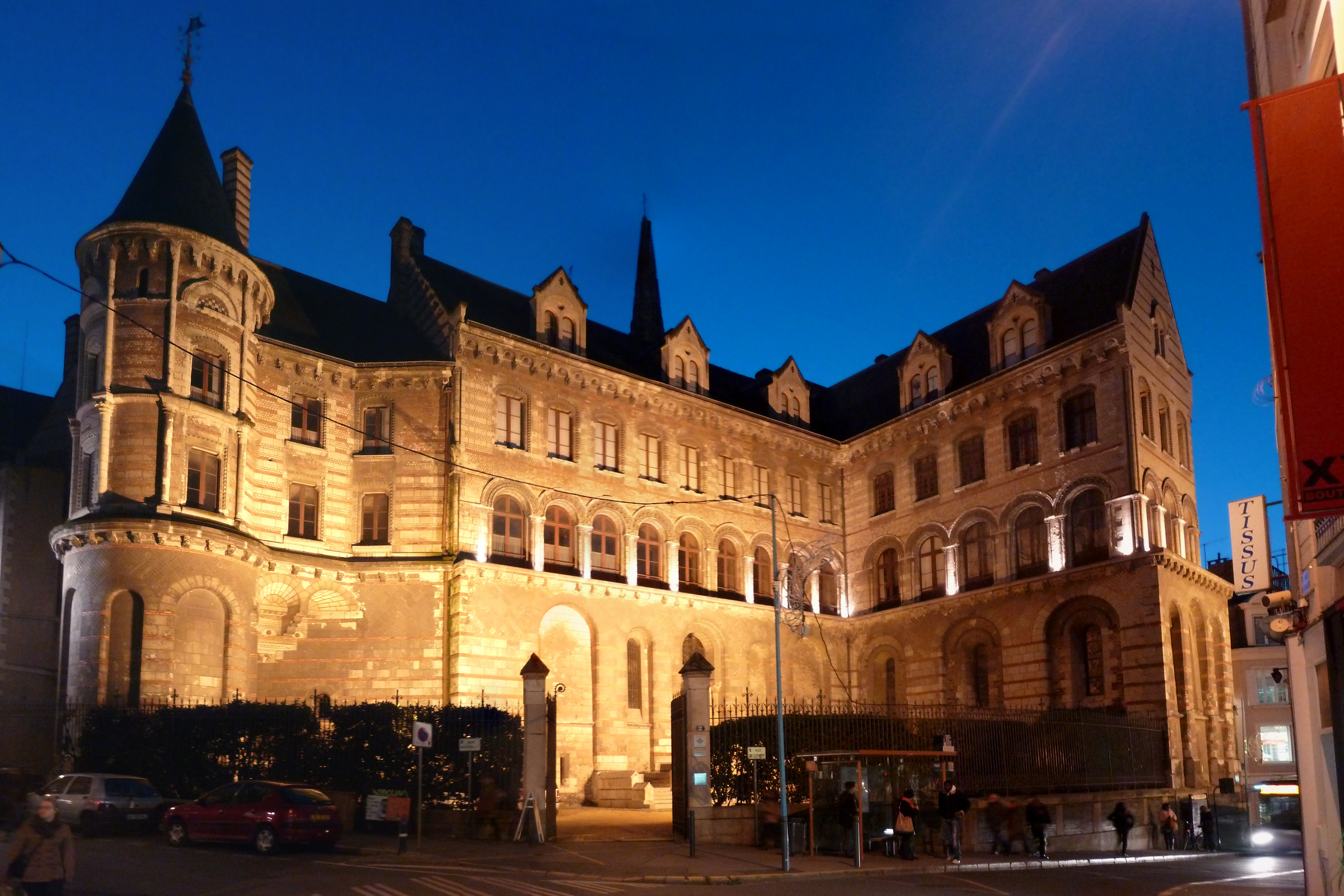
Palais du Tau (Angers)

- Angers: Palais du Tau (Angers) an der Kathedrale von Angers (Anfang 12. Jh., am Standort seit 9. Jh.)
- Paris: Palais de l’Archevêché de Paris (ab ca. 1165 bis zur Zerstörung 1831), heute: Hôtel de Viart-Rambuteau (Rue Barbet-de-Jouy 32)
- Reims: Palais du Tau
- Straßburg: Palais Rohan
- Verdun: Ehemaliges Bischofspalais (heute Weltfriedenszentrum)

Polen
- Breslau: Bischofspalast (Nysa)
- Ermland: Burg Heilsberg
- Krakau: Bischofspalast Kielce

Weitere Länder

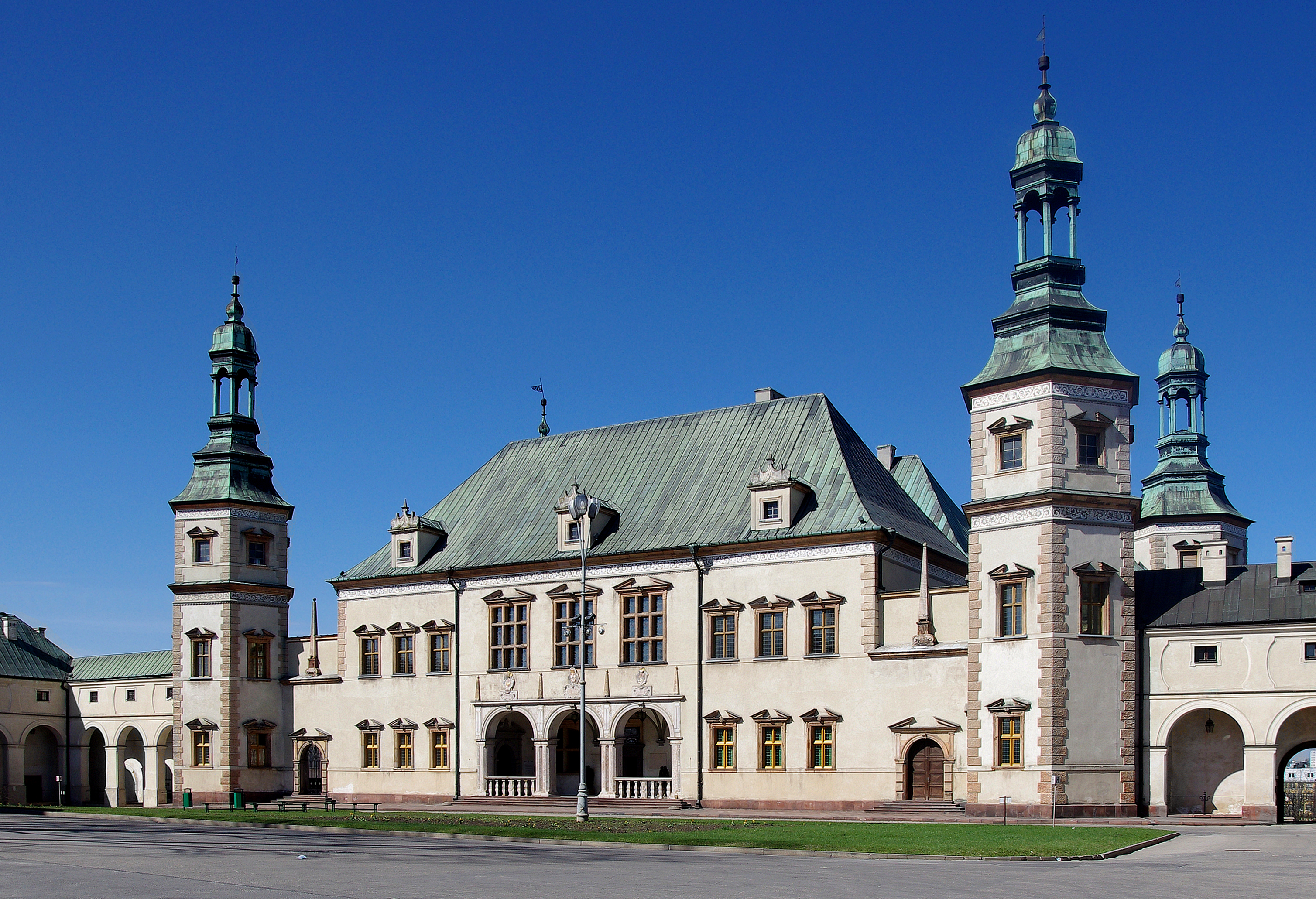
Bischofspalast Kielce

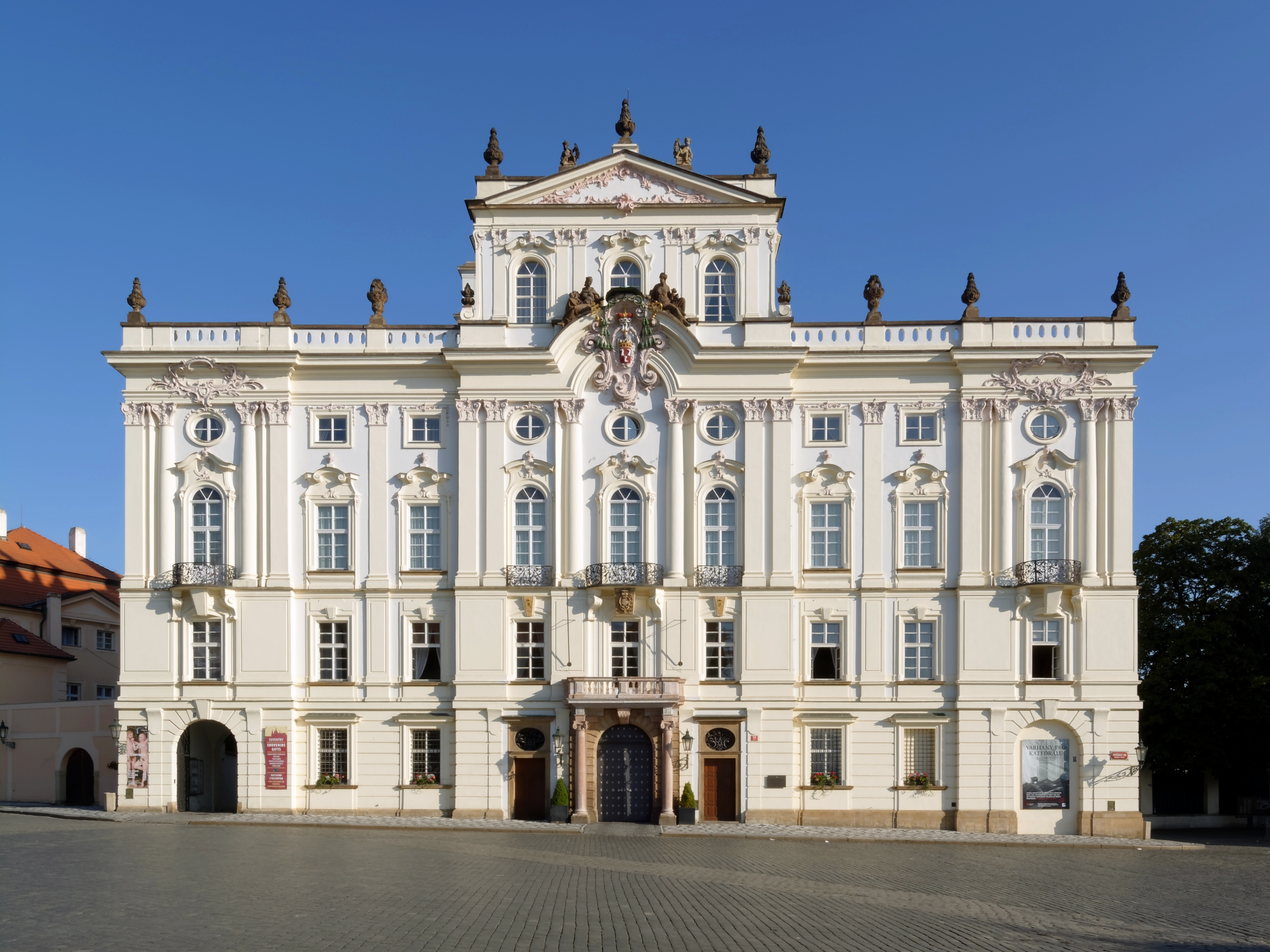
Erzbischöfliches Palais (Prag)

- Vatikan: Apostolischer Palast, Residenz des Papstes
- Banská Bystrica: Schloss Žiar nad Hronom
- Bratislava: Primatialpalais, Erzbischöfliches Sommerpalais
- Durham: Durham Castle (ursprünglicher Sitz des katholischen, dann anglikanischen Bischofs von Durham, heute Universität), heutiger Sitz: Auckland Castle; die County Palatine of Durham wurde – ähnlich einem Hochstift – bis 1836 von den Bischöfen verwaltet.
- London: Lambeth Palace, Residenz des Erzbischofs von Canterbury, Zweitsitz: Old Palace an der Kathedrale von Canterbury
- Lüttich: Fürstbischöfliches Palais neben der Lambertuskathedrale, seit 1809: Bischofsresidenz und Priesterseminar im ehemaligen Franziskanerkloster Beaurepart-en-Île
- Olmütz: Schloss Kroměříž
- Prag: Erzbischöfliches Palais (Prag) (aktueller Sitz)
- Roskilde: Bischofspalais am Dom
- Trondheim: Erzbischöflicher Palast